# 빅터 보몬트
빅터 보몬트(Victor Beaumont, 1920년 11월 7일 ~ 1977년 3월 21일)는 독일의 배우, 텔레비전 배우이다.
베를린에서 태어났다.

## 영화
- 크렘린 레터 (1970년)
- 독수리 요새 (1968년) - Col. 웨이스너 역
- 텔레마크 요새의 영웅들 (1965년)
- 대열차 작전 (1964년)
- 프로이트 (1962년)
- 세인트(영어판) (1962년)
- 비스마르크호를 격침하라 (1960년)
- 카브 허 네임 위드 프라이드 (1958년)
- 리치 포 더 스카이 (1956년)